# Live! in Chicago
Live! in Chicago é o primeiro disco ao vivo do guitarrista de blues estadunidense Kenny Wayne Shepherd.
O álbum foi lançado em 2010.

## Faixas
- "Somehow, Somewhere, Someway"
- "King's Highway"
- "True Lies"
- "Deja Voodoo"
- "Sell My Monkey"
- "Dance For Me"
- "Baby, Don't Say That No More"
- "Eye To Eye"
- "How Many More Years"
- "Sick And Tired"
- "Feed Me"
- "Rocking Daddy"
- "Blue on Black"
- "King Bee"

## Prêmios e Indicações

### Por Álbum
| Ano  | Álbum            | Prêmio        | Indicação                     | Resultado | Ref.  |
| ---- | ---------------- | ------------- | ----------------------------- | --------- | ----- |
| 2011 | Live! in Chicago | Grammy Awards | Best Contemporary Blues Album | Indicado  | [ 1 ] |

## Paradas Musicais
Álbum - Billboard (North America)
| Ano  | Paradas Musicais  | Posição |
| ---- | ----------------- | ------- |
| 2010 | The Billboard 200 | 114     |
| 2010 | Top Blues Albums  | 1       |
| 2010 | Top Rock Albums   | 42      |